# Антония (растение)
Антония (лат. Antonia) — монотипный род растений семейства Логаниевые (Loganiaceae), включающий единственный вид Antonia ovata кустарниковых растений, произрастающих в Южной Америке, в Бразилии. Назван в честь эрцгерцога Австрийского Антона Виктора (1779—1835). В корнях этого растения присутствует ингибитор клеточного дыхания, ротенон, который слабо опасен для млекопитающих, но хорошо действует на митохондрии насекомых и рыб и других холоднокровных животных. По этой причине индейцы использовали корни этого растения для рыболовства. 

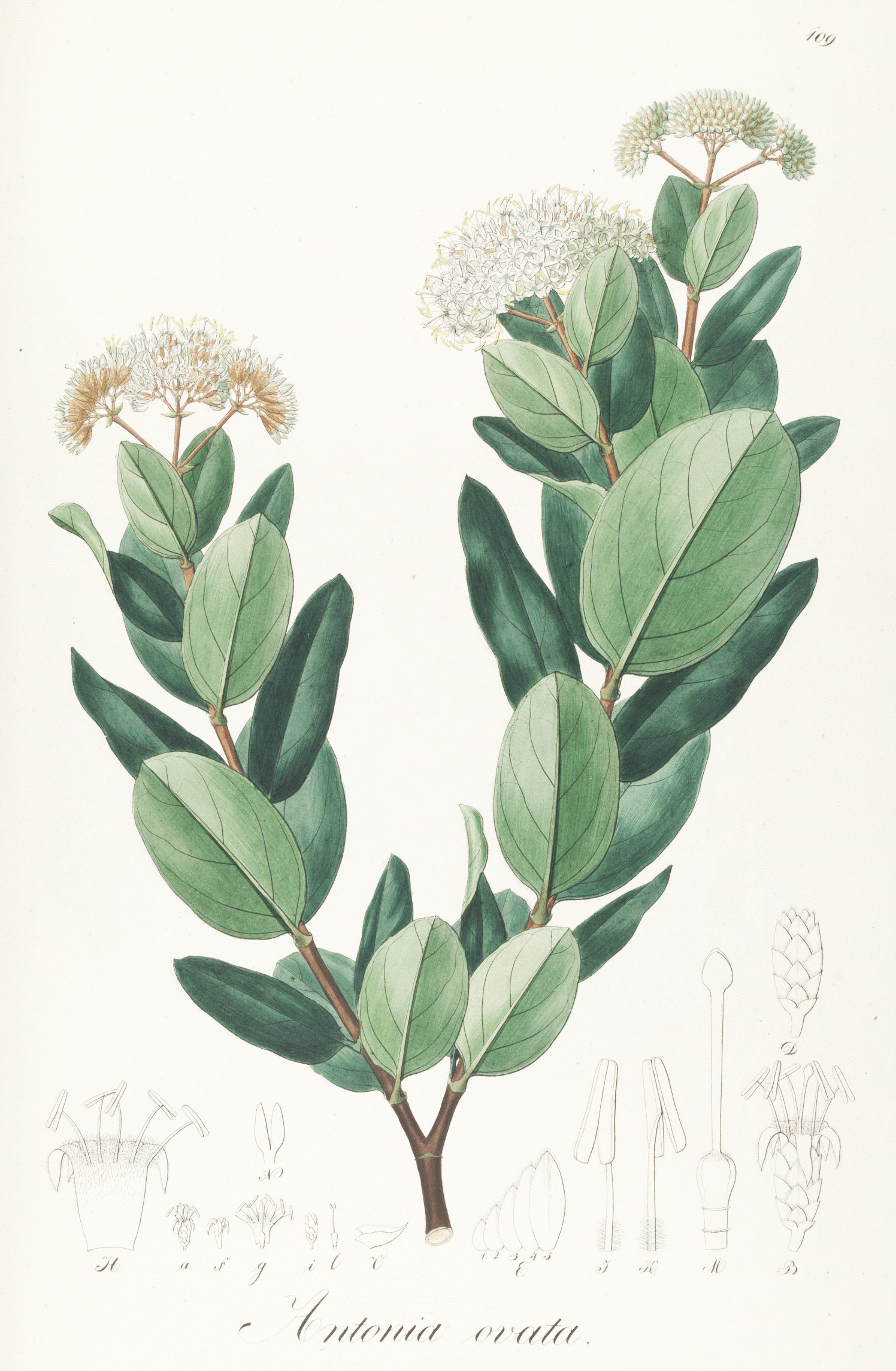
Ботаническая иллюстрация из книги Plantarum Brasiliae icones et descriptiones hactenus ineditae. Vol.1

## Ботаническое описание
Кустарники высотой до 2 метров с супротивными, почти сидячими (короткочерешковыми) плотными листьями, овальной формы, тёмно-зелёного цвета. Длина листьев 5—6 см, ширина — 3—4 см. Цветки собраны в конечные щитки. Чашечки трубчатые. Цветки с пятью лепестками, беловатого цвета, почти восковидными, блестящими и закручивающимися назад. Тычинки белые с пыльниками светло-жёлтого цвета.

## Таксономия
Впервые растение было описано Иоганном Полем во втором томе работы Plantarum Brasiliae Icones et Descriptiones.
Некоторые источники включают в род до пяти видов.
Ранее эти растения могли относить к ныне упразднённому семейству Antoniaceae Hutch.